# Staw Zbarski
 Staw Zbarski là một cái ao nhỏ ở Warsaw thuộc quận Włochy.

## Vị trí
Ao nằm ở bên trái của Vistula, ở Warsaw, thuộc quận Włochy, thuộc vùng osiedle Zbarż, gần đường Wirażowa. Nằm trong vùng lân cận của Đường cao tốc S79 bằng một nút giao thông kết nối đường với các đường phố Marynarska và Sasanki.
Tài liệu "Chương trình đồng bộ rodowiska dla m. St. Warszawy na lata 2009-2012 z uwzględnieniem Perspektywy do 2016 r. đã báo cáo rằng "Ao nằm trên một vùng đất nổi bật và có diện tích bằng 0,2727 ha. Theo một nguồn khác, nó là 0,25 ha. Độ sâu trung bình là 0,37 m  và đường bờ ao là 265 m. Toàn bộ diện tích của một công viên nhỏ xung quanh - "Zieleniec ze Stawem Zbarskim" là 0,47 ha.
Hồ chứa có lẽ là hồ hình thành tự nhiên duy nhất trên lãnh thổ của quận, nằm trong vùng trũng. Trong quá khứ, hồ nằm trên lãnh thổ của làng cũ Zbar former.

## Thiên nhiên
Tại chỗ của ao sau các loài thực vật đã được phát hiện: Phigateites, Schoenoplectus lacustris, Typha latifolia, Ceratophyllum và Elodea canadensis. Trong vùng lân cận của hồ chứa có liễu. Trong một nghiên cứu năm 2004 trên mặt của ao và bầy vịt cổ xanh đang bơi xung quanh đã được phát hiện.
Staw Zbarski đã được khôi phục vào năm 1998.